# يانتشينغ
يانتشينغ (بالصينية المبسطة: 延庆 区؛ بالصينية التقليدية: 延慶 區) هي محافظة في الصين تابعة إلى إقليم بكين. يبلغ عدد سكانها 275,433 نسمة و ذلك حسب إحصائيات سنة 2000. تبلغ مساحتها 1992 كم².

## توأمة
ليانتشينغ اتفاقيات توأمة مع:
- بور لا رين